# Rio Dong Nai
O rio Dong Nai (Đồng Nai em vietnamita é um rio do Vietnã que se origina nas chamadas Terras Altas do Centro e possui cerca de 800 km de extensão.